# Amailloux

Amailloux este o comună în departamentul Deux-Sèvres, Franța. În 2009 avea o populație de 849 de locuitori.